# Kakisa River
Der Kakisa River ist ein etwa 300 km langer linker Nebenfluss des Mackenzie River in der Provinz Alberta und den Nordwest-Territorien Kanadas. Der Fluss ist Namensgeber der Kakisa-Formation, einer stratigraphischen Einheit des Westkanadischen Sedimentbeckens.

## Flusslauf
Der Kakisa River hat seinen Ursprung im äußersten Nordwesten Albertas im 570 m hoch gelegenen Creighton Lake. Er fließt in westlicher Richtung, tritt dabei kurzzeitig auf das Gebiet der Nordwest-Territorien, kehrt dann aber wieder nach Alberta zurück. 3 km östlich der Grenze nach British Columbia wendet sich der Fluss dann nach Norden und fließt in die Nordwest-Territorien. Er behält seinen Kurs nach Norden beziehungsweise Nordosten bei und verläuft ein Stück parallel zum Redknife River. Anschließend dreht der Kakisa River nach Osten und bildet ein komplexes Seen- und Kanalsystem, bevor er in das Westende des Tathlina Lake mündet. Diesen verlässt er wieder an dessen Nordufer und setzt seinen Kurs nach Norden fort und erreicht das Südufer des Kakisa Lake. Bei der Gemeinde Kakisa am Nordufer verlässt der Kakisa River den See. Er überwindet nun die Lady Evelyn Falls (⊙), wird danach vom Mackenzie Highway überquert und erreicht schließlich den Mackenzie River an dessen Abfluss aus dem Großen Sklavensee.